# Florian Riedl (Musiker)

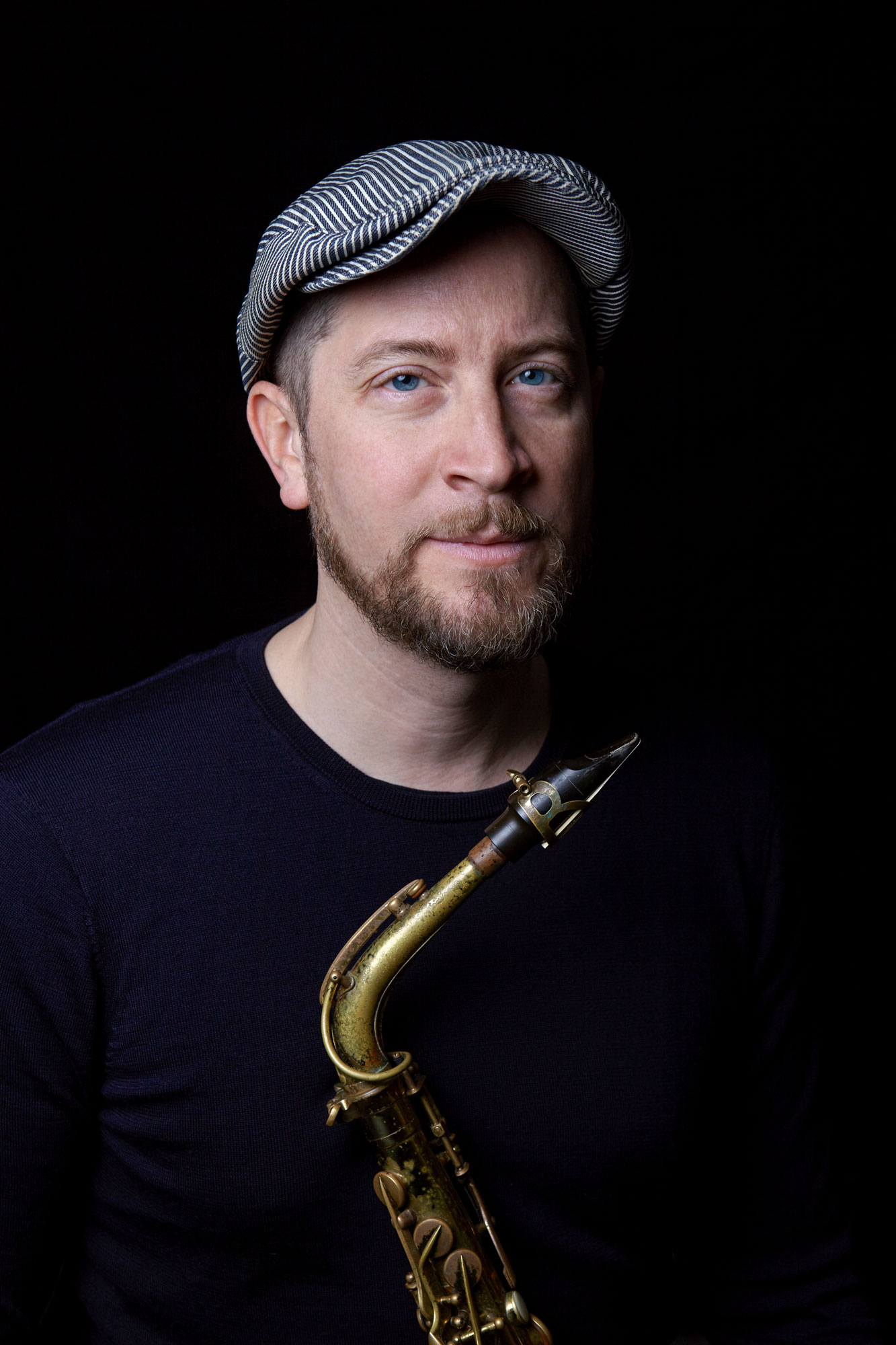
Florian Riedl

Florian Riedl (* 1974 in München) ist ein deutscher Musiker (Altsaxophon, Klarinette, Flöte u. a.) und Komponist. Neben seiner Mitwirkung an Bandprojekten, schreibt und produziert er Filmmusik für Kino und Fernsehen.

## Leben
Riedl fing seine musikalische Karriere im Landes-Jugendjazzorchester Bayern an, wo er unter der Leitung von Dusko Goykovich und Harald Rüschenbaum Altsaxophon spielte. 2003 absolvierte er das Studium als Jazzsaxophonist bei Leszek Zadlo am Richard-Strauss-Konservatorium in München. Ein Jahr zuvor erhielt er den Förderpreis für die Kategorie Saxophon beim Generations Masterclass Workshop 2002 in Frauenfeld, wo er Unterricht bei Brad Leali und Ferdinand Povel hatte.

### Bands und Projekte
Zu seinen eigenen Projekten gehören u. a. die Bands LiquidLoop, The Hi-Fly Orchestra und das Jazztrio Sonic Drei.
Im Jahr 1998 gründete Florian Riedl mit den Musikern Sinisa Horn (Keyboards), Florian Schmidt (Bass), Martin Kolb (Schlagzeug) die Band Liquid Loop. Die Sängerin Marzenka Nowinski wirkte von 2001 bis 2002 in der Band mit. Von 2004 bis 2006 ist die Band mit Philipp Weiss (Gesang) aufgetreten.
The Hi-Fly Orchestra wurde im Jahr 2004 von Florian Riedl und dem Bassisten Jerker Kluge gegründet. Weitere Mitglieder der Band waren Johannes Herrlich (Posaune), Christian Gall (Klavier), Hajo von Hadeln (Schlagzeug) und Ravi Pagnamenta (Percussion). Darüber hinaus ist der Sänger Karl Frierson (DePhazz) regelmäßig mit der Band aufgetreten. The Hi-Fly Orchestra wurde auch international erfolgreich, vor allem in Spanien. Die Band tourte mehrmals durch das Land und spielte in namhaften Clubs und Festivals wie Cultura Inquieta 2014 in Getafe, Madrid. Ein weiteres Highlight der Band ist die Kollaboration mit der brasilianischen Bossa Nova Sängerin Paula Morelenbaum, die für das Album Get Ready (2013) den Song Sambinha in Rio de Janeiro eingesungen hat.
Mit Martin Kolb (Schlagzeug) und Peter Cudek (Kontrabass) gründete Riedl zudem im Jahr 2011 das Jazztrio Sonic Drei. Das Album Paralelepipedo wurde im historischen Studio 4 des Funkhauses Nalepastraße in Berlin aufgenommen.
Neben seinen eigenen Bands spielte Florian Riedl in weiteren zahlreichen Projekten (wie DeepJazz, Christian Krischkowsky Quintet, Riovolt, Joseph Bowies Emergency Room, Axel Kühns Jazz Big Band Association, Sunday Night Orchestra, Organ Explosion, Phil Vetter, Christian Prommer) und Musical Produktionen (The Black Rider, Saturday Night Fever, Cats und Full Monty).
Seit 2014 ist Florian Riedl Mitglied der Band Dreiviertelblut von Gerd Baumann und Sebastian Horn (Bananafishbones). Zudem spielt er in der Eight Cylinder Big Band von Jazzpianist Matthias Bublath und beim Schweizer Schlagzeuger und Jazzmusiker Charly Antolini in seinem gleichnamigen Quintett.

### Filmmusik
Seit einigen Jahren ist Florian Riedl als Filmkomponist tätig. Für den Kinofilm Nackt der deutschen Regisseurin Doris Dörrie schrieb er 2002 seine ersten Filmkompositionen (damals als Gründer und Mitglied der Band Liquid Loop). Zudem folgten zwei weitere Dörrie Filme: Der Fischer und seine Frau (2005) und der Dokumentarfilm How to Cook Your Life (2017), welcher seine Premiere in der Berlinale (Internationalen Filmfestspiele Berlin) 2017 feierte.
2014 schrieb er Musik für den deutsch-polnischen Spielfilm Agnieszka (2014) des Regisseurs Tomasz Emil Rudzik, der mit dem Bayerischen Filmpreis 2015 als Bester Nachwuchsregisseur ausgezeichnet wurde. Außerdem schrieb Florian Riedl zusätzliche Musik (additional music) für den Kinderkinofilm Die Schule der Magischen Tiere (2021).
Florian Riedl komponierte außerdem für Fernsehproduktionen, unter anderem zwei Tatort Filme: Tatort: Das fleißige Lieschen und Tatort: Herr des Waldes, beides vom deutschen Regisseur Christian Theede.
In Zusammenarbeit mit dem Komponisten Michael Lauterbach schrieb er Musik für den Film Der starke Hans (2020), der im Auftrag des Bayerischen Rundfunks für die ARD-Reihe Sechs auf einen Streich produziert wurde.
Seit 2019 schreibt er regelmäßig für die ZDF-Fernsehserie SOKO Hamburg, produziert von Network Movie.

### Hörspielmusik
Gemeinsam mit Michael Lauterbach komponierte er auch die Musik zum Hörspiel Der starke Hans, nach dem gleichnamigen Märchen der Brüder Grimm. Ebenso wie der Film wurde auch die Funkfassung vom Bayerischen Rundfunk 2020 erstellt und am 23. Mai 2021 erstgesendet. Die Regie führte Silke Wolfrum, von der auch die Wortbearbeitung stammte. Caroline Ebner übernahm die Rolle der Erzählerin.

### Sound Design
Im Rahmen des Redesigns Deutschlands ersten öffentlich-rechtlichen nationalen Fernsehprogramms Das Erste komponierte Florian Riedl mit Martin Kolb 2015 das neue Soundlogo des Senders. Auch für Das Erste schrieb und produzierte er Musik für die Frühlingskampagne „Pfeift euch was“ (2016). Die Komposition erhielt den dritten Platz bei den 16. International Eyes & Ears Europe Awards 2014 in der Kategorie ‘Best design-related musical composition’.
Für die öffentlichen Fernsehsender Oman TV und Oman Sports TV komponierte er im Jahr 2016, neben den jeweiligen Soundlogos, die Musik für etliche Kampagnen und Shows. Darüber hinaus komponierte er für Current Time TV (Radio Free Europe) das Soundlogo, zahlreiche show packages und verschiedene channel idents.
Im Rahmen des Projekts „Krug Sounds“ und in Zusammenarbeit mit dem Münchner Sound-Designer Michael Meinl hat er außerdem für die vier verschiedenen Champagner-Qualitäten der französischen Champagnermarke Krug (Grande Cuvée, Vintage 2002, Rosé und Clos du Mesnil) jeweils ein individuelles Musikstück komponiert, arrangiert und vertont.

## Werke

### Diskografie (Auszug)
- 2002: Soundtrack Nackt (Virgin Records)
- 2004: Album Reset Liquid Loop (Perfect Toy Records)
- 2005: Soundtrack Der Fischer und seine Frau (Virgin Records)
- 2006: Single 7'' Samboogaloo / Hi-Fidelity (Tramp Records), The Hi-Fly Orchestra
- 2006: Single 7'' Mo’Slow / Sweet Honey Bee (Tramp Records), The Hi-Fly Orchestra
- 2007: Album Samboogaloo (Tramp Records / Ajabu!), The Hi-Fly Orchestra
- 2008: Album Mambo Atomico (Tramp Records / Ajabu!), The Hi-Fly Orchestra
- 2009: Single 7'' Roda de Samba / Latin Kick (Recordkicks), The Hi-Fly Orchestra
- 2010: Single 7'' Soul Bossa Nova / Crosstown Traffic (Tramp Records), The Hi-Fly Orchestra
- 2012: Album Paralelepipedo, Sonic Drei (Unit Records)
- 2013: Album Get Ready (Agogo Records), The Hi-Fly Orchestra
- 2017: Maxi Vinyl 12" LOVE (Agogo Records), The Hi-Fly Orchestra
- 2019: Album Eight Cylinder Bigband – Matthias Bublath (Enja Records)
- 2019: Album Charly Antolini & The Groove Makers, Skinfire Records[14]

### Filmografie
- 2002: Nackt (Kinofilm) Regie: Doris Dörrie, Constantin Film
- 2003: Soon (Kurzfilm) Regie: Judith Jerome, Produktion: Heide Fliegner
- 2005: Der Fischer und seine Frau (Kinolfilm) Regie: Doris Dörrie, Constantin Film
- 2006: Mode, Mädchen und ein Mann (Doku-Serie TV) Regie: Alina Teodorescu, BR/ARTE
- 2007: How to cook your life (Dokumentarfilm) Regie: Doris Dörrie, Constantin Film
- 2010: Natascha Kampusch – 3096 Tage Gefangenschaft (Dokumentarfilm) Regie: Alina Teodorescu, ARD/NDR
- 2012: Russian Girls – Flirten auf Russisch (Dokumentarfilm) Regie: Alina Teodorescu, MDR/ARTE
- 2015: Agnieszka (Kinofilm), Regie: Tomasz Emil Rudzik, Kordes & Kordes Film
- 2018: SOKO Hamburg, (TV-Serie), Network Movie / ZDF
- 2019: Tatort: Das fleißige Lieschen, (TV-Film) ARD Das Erste
- 2019: Rate your Date (Kinofilm), Regie: David Dietl, TAF Productions Berlin
- 2019: Der starke Hans (TV-Film), Regie: Matthias Steurer, TV60 Filmproduktion/BR
- 2019: Tatort: Herr des Waldes, (TV-Film) ARD Das Erste
- 2020: Die Schule der magischen Tiere (Kinofilm) Regie: Gregor Schnitzler, Kordes & Kordes Film[15]
- 2021: zusammen mit Dominik Giesriegl: Der Dänemark-Krimi: Rauhnächte (Fernsehreihe)
- 2023: zusammen mit Dominik Giesriegl: Der Dänemark-Krimi: Blutlinie (Fernsehreihe)

## Auszeichnungen
- 2002: Förderpreis für die Kategorie Saxophon beim Generations Masterclass Workshop, Frauenfeld
- 2014: Best design-related musical composition, 3. Platz beim 16. Internationalen Eyes & Ears Europe Awards[16]